# Nodar Kumaritashvili
Nodar Kumaritashvili (født 25. november 1988, død 12. februar 2010) var en georgisk kælker, som blev valgt til at repræsentere Georgien ved Vinter-OL 2010 for første gang.
Han blev alvorligt kvæstet under et træningspas på det olympiske anlæg den 12. februar 2010, da han faldt af sin slæde. Da han skulle passere det sidste sving før mål, styrtede han lige ned i en betonsøjle, hvorefter han straks blev bevidstløs. Lidt efter at han var faldet ned, kom han i behandling, og indenfor 20 minutter blev han kørt på hospitalet i Whistler, hvor han senere døde af sine kvæstelser.
Han var den fjerde atlet til at dø under forberedelserne til de olympiske vinterlege, efter Kazimierz Kay-Skrzypeski, Ross Milne og Nicolas Bochatay.